# Iberg bei Hörle

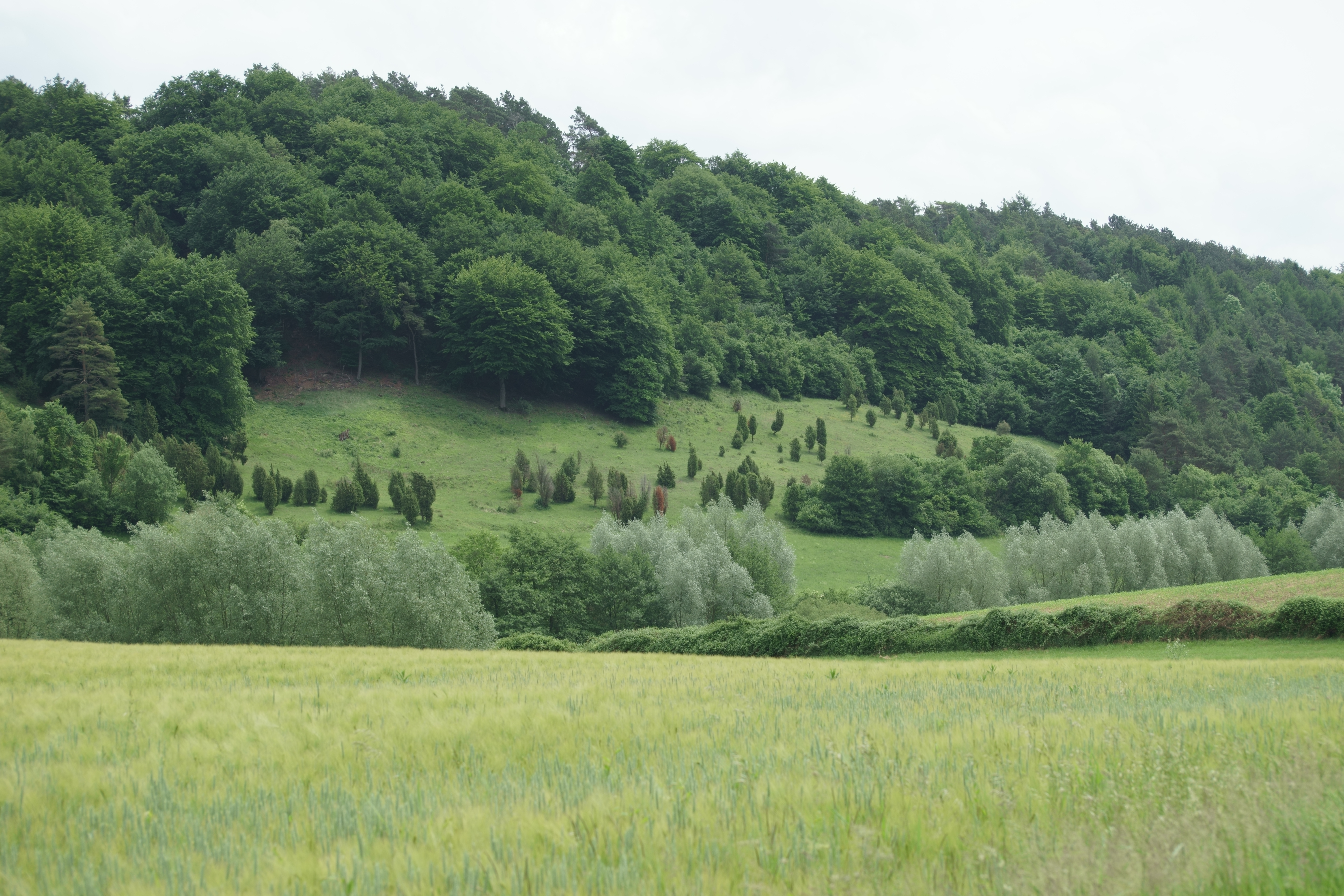
Naturschutzgebiet Iberg bei Hörle (Juni 2017)

Das Naturschutzgebiet Iberg bei Hörle liegt auf dem Gebiet der Stadt Volkmarsen im Landkreis Waldeck-Frankenberg in Hessen.
Das etwa 29,5 ha große Gebiet, das im Jahr 1970 unter der Kennung 1635003 unter Naturschutz gestellt wurde, erstreckt sich nordwestlich der Kernstadt Volkmarsen und östlich des Stadtteils Hörle. Am nördlichen Rand des Gebietes verläuft die Landesgrenze zu Nordrhein-Westfalen, westlich fließt die Welda.
Nordöstlich – auf dem Gebiet der Stadt Warburg im Kreis Höxter in Nordrhein-Westfalen – schließt sich das 95,85 ha große Naturschutzgebiet Iberg bei Welda an.